# 사회 계약
사회 계약(社會契約論)은 철학, 정치학, 사회학에서 시민과 국가 사이의 책임과 권리에 관해 국가 내부에서 통용되는 암묵적 동의로, 또는 좀 더 폭넓게는 그룹과 그 구성원 사이, 또는 개개인들 사이의 계약이라는 개념으로도 쓰인다. 사회 내부의 모든 구성원들은 그들의 선택에 의해 그리고 폭력적 계약 없이 사회 안에 존재하게 된 사회계약의 조건들에 동의하는 것을 받아들이게 된다; 이와 달리 폭력은 자연상태로 돌아가려는 문제적인 시도를 의미할 것이다. 종종 지적되듯이 실제로 사회 계약은 인간의 선하거나 악한 인류학적 개념에 의존하고 있었다. 토머스 홉스, 존 로크, 장 자크 루소는 이러한 사회 계약의 대표적 철학자들이다. 특히 이들은 민주주의와 여타 사회주의의 이론적인 토대를 구축했다. 또한 몇 가지의 대립하는 자유주의의 이론적 기초 작업을 실행하기도 했다고 한다.

## 개론

### 자연상태와 사회 계약
사회 계약은 정치적 이론으로서 국가와 인권의 목적과 정당성을 설명해준다. 홉스의 전형적인 이론에 따르면 그 본질은 다음과 같다: 사회가 없었을 때, 우리는 자연상태에 살고 있다. 즉 우리는 무제한적인 자유를 누리고 있다. 이러한 일반적인 자율성의 부정적인 면(downside)은 해로운 자유와 해롭게 하는 자유도 포함되어 있다; 긍정적 권리는 존재하지 않으며, 오직 자연권과 끝없는 “만인의 만인에 대한 투쟁Bellum omnium contra omnes", Hobbes, 1651)”만이 존재할 뿐이다. 이것을 피하기 위해 우리는 암묵적으로 사회 계약에 동의하게 되는 것이다. 다른 이들의 권리가 가지는 명예를 존중하는 것을 받아들이는 대가로 우리는 각각 시민권을 얻게 되고, 몇 가지 자유는 버리게 되는 것이다. 우리가 만들어 낸 사회의 ‘군주적 위치(figurehead)’는 사회 구성원으로서의 우리의 공통된 이해를 대변하며 우리의 권능(power)의 위임에 의해 만들어진다. 이 군주적 위치가 바로 주권자의 자리이다.

### 상상된 자연상태
자연상태에서 발생하는 사회 계약의 긴급함은 종종 이것을 역사적 필요에 따른 시도보다는 권리의 논리적 근거로 보려는 이에 의해 잘 꾸며진이야기로 간주되기도 한다. 루소의 《인간불평등기원론》(1754)은 좀 더 픽션같은데 이는 어떤 일이 일어났는지에 대한 사실적인 서술보다는 어떤 것들이 지나갔는지에 대한 서술에 치중했기 때문이다. 그러나 루소에게서도 모호성이 지속되는 것이 사실이며 오히려 홉스의 자연상태에 대한 논쟁적인 개념(루소와는 반대되는)은 내전에 대한 사실적 묘사로부터 사회 계약에 접근한다. 리바이어던은 잉글랜드 내전(1642-1651)으로 인해 부각된 문제를 풀기 위한 시도로 읽을 수 있는 책이다.

### 계약의 위배
사회 계약과 시민권은 자연적인 것도 아니고 영구히 고착된 것도 아니다. 오히려 계약은 그 자체에 한계 - 모두의[공공의]이익 - 가 존재한다는 의미를 담고 있다. 그리고 로크나 루소 같은 이들에 따르면 계약은 오직 우리의 목표를 만족하는 것만을 합법적인 것으로 만든다. 따라서 계약 안에서 실패한 요소들이 발견될 때, 우리는 계약의 내용을 바꾸기 위해 다시 ‘협상’에 들어가야만 한다. 선거나 입법과 같은 방법을 통해서; 로크는 저항권을 계약이 참주에 의해 이끌어져 가고 있을 때를 대비하여 이론화하기도 했다.
권리가 계약에 동의하는 것을 통해 나타난 이후, 범죄를 저지르는 것과 같은 계약에 대한 의무의 서약을 위반하는 것을 선택하였을 경우 그러한 자는 그의 권리중 일부를 잃을 위험에 처하게 되며, 사회의 나머지 부분은 이와 같은 권리피박탈자(outlaws)의 행동에 대항해서 그 스스로를 지킬 것이라는 점을 예측할 수 있다. 사회의 구성원이 되는 것은 사회의 규칙을 지키기 위한 책임감을 받아들이는 것이며 그것들을 위반할 시 처벌의 위협을 받는 것이기도 하다. 우리 가운데 대부분은 사람들을 해롭게 하는 행동을 법이 처벌해야 한다는 것을 당연하게 생각하는데 이는 우리가 다른 자들이 우리를 해롭게 하거나 우리 스스로가 다른 이들을 해롭게 하는 계획을 세우려 하지 않기 때문이다. 이에 따라, 사회는 “공동의 강제, 공동의 의견(Hardin, 1968)”에 의해 작동된다.
하지만 미셸 푸코나 질 들뢰즈 같은 철학자들은 이와 같은 억압적인 개념에 대해 논쟁을 벌이기 시작했고, 우리는 모두 “잠재적 범죄자”와 같은 상태라고 선언하기에 이른다. 실제로 푸코는 “비행하는 자(délinquant, <<감시와 처벌(2003, 나남)>>을 참조하라)라는 개념을 비판했고, 범죄와 계급투쟁 그리고 광기(범죄적 정념!)의 연관성을 언급했다. 계급 및 성, 인종을 비롯한 다양한 사회의 역학관계에 따른 다양한 정체성들 그리고 광기와 같은 다양한 ‘클리나멘’들의 작동 즉 통제되지 않은 불안정한 힘들이 많이 포함된 신체일수록 근대 권력은 이러한 라벨을 붙여냈다고 푸코는 이야기한다. ”이들은 모두 잠재적 범죄자들이다“ 푸코에게 사회 계약을 통한 ”공동의 강제“는 이런 라벨을 생산해 내는 적극적 매커니즘 가운데 하나로 간주되었던 것 같다.
일부 권리는 타인에 의해 부과되는 소극적인 의무의 조건으로 정의되기도 한다. 예를 들어, 당신의 기본적 소유권은 당신의 것을 가져가는 것을 그만둔 모든 이들이 있었기에 가능하다. 권리는 또한 적극적인 의무를 의미하기도 한다. 다른 사람의 손아귀에 있는 당신의 것을 또 다른 이들이 발견했을 때 당신에게 다시 돌려주는 것과 같은(현대사회에서라면 경찰에게 넘길 수도 있겠다), 누군가가 훔쳐갔던 재산을 다시 당신에게 돌아오게 하는 것과 같은 경우 말이다. 이론가들은 적극적이고 소극적인 권리의 조합이 우리의 이익을 지키는 강제적인 계약을 창조해 냈다는 사실을 논증하기도 한다.

## 역사

### 고전 사상
사회 계약의 첫 아이디어는 고대 그리스로까지 거슬러 올라갈 수 있다. 플라톤은 소크라테스를 이용해서 Crito 안에서 사회 계약의 아이디어를 위한 예를 만들었지만 그것을 공화국안에서 비판한다. 그 뒤 에피쿠로스는 명백하게 알려진 사회 계약 아이디어를 내놓았다: 그의 마지막이자 네 번째 주요 독트린에서 국가는 각각의 시민에게 해롭지 않은 동의에서부터 나타나는 정의를 기반으로 하며 법률은 공동의 이익(쾌락과 행복)을 위해 만들어진다. 따라서 법은 더 이상 유리한 것이기만 하거나 정당한 것이기만 한 것은 아니었다.
19세기까지 대부분의 지적인 유럽인들은 고전 교육을 받았지만 그들 대부분은 플라톤에게는 익숙했지 에피쿠로스에게 익숙하지는 않았다. 이것이 사회 계약론이 홉스의 시대가 되어서야 다시 주목받게 된 이유 가운데 하나일 것이다.

### 홉스의 왕권중심론
명확하고 자세하게 사회 계약론에 대해 말한 최초의 근대 철학자는 바로 토머스 홉스다. 그는 서로 다투던 자연상태 속의 인민이 그들이 가진 권리를 보장받기 위해서 주권을 창조했다고 보았다. 국가에 의해 개인의 권리는 억류되었고, 그의 방어와 좀 더 기능적인 사회를 위해 그의 권리가 돌아왔으므로 사회 계약은 실용주의적 자기이익 추구의 바깥으로까지 발전할 수 있었다. 홉스는 국가의 이름을 《리바이어던》이라고 불렀으며, 이는 국가가 신에 의해 주어진 것이 아니라,인민의 사회 계약에 의해 만들어진 인공적 산물이라는 점을 강조하기 위해서였다. 과거 홉스를 절대군주론자로 규정한 적이 있었으나 홉스는 절대주의와 왕권신수설에 반하는 시민으로부터 나온 왕권을 옹호하면서 절대적인 교회권력을 견제했을 뿐이다.

### 존 로크
존 로크의  《통치론》은 홉스의 절대군주론에 의거한 개념과는 크게 다른 사회 계약론을 담고 있다. 이는 참주에 대항하는 저항권을 발휘할 수 있다는 논의와 인민은 특정한 종류의 정부와 계약을 맺었다는 것에 대한 믿음을 가질 수 있다는 점, 그리고 결국 인민은 정부를 개조하거나 전복시킬 수 있다는 것을 말하고 있다. 따라서 그는 자유주의의 핵심적 사상가로 통용된다. 로크의 사회 계약론은 인간의 본유적이고(innate) 이성적인 본성이 구성하는 자연법에 대한 그의 이해와 뒤섞여 있으며, 이것은 《인간 이해력에 관하여》라는 논문 속에서 더 잘 정리되었다. 로크는 종종 그보다 약 한세대 정도만 앞서는 홉스와 종종 대비되었으며, 그들의 차이는 무엇보다도 로크의 신념과 홉스의 신념이 다르다는 것에 있었다. (로크는 홉스와는 달리 인간은 본성적으로 선하며, 그 자체에 내재하는 성향에 의해 악과 탐욕으로 이끌리는 존재가 아니라고 보았던 것이다.) 로크는 백지설을 주장하였지, 성선설을 주장하지는 않았다. 로크의 사상을 굳이 정의하자면 백지설, 동양의 사상으로는 성무선악설로 정의할 수 있을 것이다.

### 루소의 사회 계약론

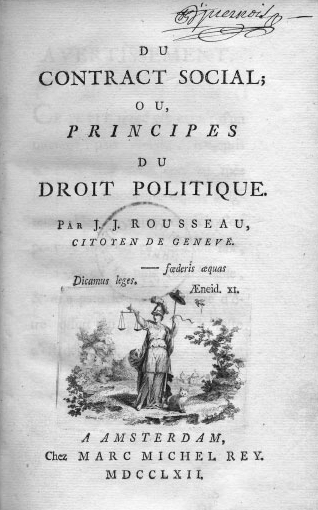

장 자크 루소(1712-1778)는 1762년 그의 저명한 논문인 《사회 계약설, 정치적 권리의 원칙》에서 불가분하고 양도될 수 없는 인민주권의 개념을 토대로 새로운 개념의 계약설의 실체를 드러내었다. 주권의 불가분하고 양도될 수 없는 특성은 루소의 대의제에 대한 반감과 직접민주제에 대한 옹호를 나타낸다. 루소의 이론은 개인주의인 로크의 자유주의적 관습과 유사하지만 또한 어떤 주요한 부분에서는 큰 차이점이 있다. 예를 들어, 그의 인민주권의 이론은 "일반 의지"라는 개념으로 규정되는데, 그것은 단순히 개인의 의지를 총합한 것 이상의 의미를 지닌다. 따라서 개인주의적 입장이기보다는 공동체적, 공화제적(복잡한 체계의 전체는, 단지 각 부분의 기능의 총합이 아니라 각 부분을 결정하는 통일체라는 관점)입장이다. 루소에 의하면, 개인은 이기주의자가 될 수 있고 공동체의 이익을 저버리고 자신의 이익을 추구하지만 공동체의 성원이 되면 개인은 "일반 의지(그 자체가 인민주권)"를 실현하기 위해 자신의 이기심을 배제한다. 인민의 주권은 전체로서 사회의 선한 것을 결정하게 된다.
“사회 계약론은 다음과 같이 요약할 수 있다. 우리 모두는 일반의지라는 최고의 명법아래 공동으로 자신의 주권을 행사할 수 있다. 그리고 공동체의 한 부분으로서의 주체가 된다.”
따라서, 사람은 “자유로워질 수밖에 없다” 라는 그의 유명한 구절은 다음과 같이 이해된다. 홉스의 이론처럼 개인적 주체가 국민의 주권을 성립하기 위해 자신의 자유로운 의지를 양도했고, 불가분하고 양도될 수 없는 인민의 주권이 전체를 위해서 선한 것을 결정하기 때문에 만약 개인이 흔한 자신의 이기심으로 빠져든다면 그는 공동체의 일원으로서 그들이 정한 것을 지켜야 한다.
루소의 사회 계약 사상은 사회 계약이라는 그 용어 자체와 가장 관련이 깊다. 그의 이론은 1789년 프랑스 대혁명과 그 후 사회주의 운동의 형성에 영향을 끼쳤다. 더욱이, 그의 《고백》이라는 저서에서 누군가가 주석을 달기를, 루소는 홉스와 로크처럼 주체와 개인에 관한 질문들에 특별히 많은 주의를 기울였다고 한다.

## 같이 보기
- 천명
- 승낙
- 헌법
- 입헌주의
- 계약
- 에피쿠로스 학파
- 연방주의
- 메이플라워 서약
- 법치주의
- 사회 자본
- 콜버그의 도덕 발달 단계
- 사회적 기본권